# خوان كانيتي
خوان كانيتي (بالإسبانية: Juan Cañete)‏ مواليد 27 يوليو 1929 في باراغواي، هو لاعب كرة قدم باراغواياني سابق كان يلعب في مركز الهجوم. سبق له أن لعب في كأس العالم لكرة القدم مع منتخب بلاده.

## روابط خارجية
- خوان كانيتي على موقع قاعدة بيانات كرة القدم.إي يو (الإنجليزية)
- خوان كانيتي على موقع ناشيونال فوتبول تيمز (الإنجليزية)
- خوان كانيتي على موقع Soccerway.com (الإنجليزية)
- خوان كانيتي على موقع عالم كرة القدم.نت (الإنجليزية)